# Nhạn họng trắng
Nhạn họng trắng (danh pháp hai phần: Hirundo albigularis) là một loài chim thuộc họ Nhạn. Loài này sinh sản ở miền nam châu Phi Angola và Zambia phía nam đến mũi Hảo Vọng Nam Phi Nó là chủ yếu là loài di cư, trú đông ở Angola, Zambia và miền nam Zaire. Đây là một loài chim của xứ mở và đồng cỏ, ưa thích vùng cao nguyên và các nước lân cận. Nó thường được tìm thấy xung quanh các công trình cấu trúc nhân tạo.